# Encyclopedia.com
Encyclopedia.com (également connu sous le nom de HighBeam Encyclopedia) est une encyclopédie en ligne. Elle regroupe des informations provenant d'autres dictionnaires, encyclopédies et ouvrages de référence publiés, y compris des images et des vidéos.  

## Historique
Le site Web a été lancé par Infonautics en mars 1998. Infonautics a été acquis par Tucows en août 2001. 
En août 2002, Patrick Spain a acheté Encyclopedia.com et son site Web eLibrary à Tucows et les a incorporés dans une nouvelle société appelée Alacritude, LLC (une combinaison d'Alacrity et d'Attitude). L'entreprise est devenue connue sous le nom de Highbeam Research, une société basée à Chicago, filiale de Cengage,. 
En 2008, la société a été vendue à Gale,.

## Description
Encyclopedia.com permet aux utilisateurs d'accéder à des informations sur un sujet à partir de plusieurs encyclopédies et dictionnaire,  et compte près de 200 000 entrées et 50 000 résumés de sujets. Elle fournit une collection d'encyclopédies en ligne et des entrées provenant de diverses sources, y compris Oxford University Press, Columbia Encyclopedia et Gale sa société mère,.